# Gouvernement Kyriákos Mitsotákis II
Pour les articles homonymes, voir gouvernement Mitsotákis.
IIIe République hellénique
Sarmás 
Le gouvernement Kyriákos Mitsotákis II (en grec moderne : Κυβέρνηση Κυριάκου Μητσοτάκη 2023) est le gouvernement de la République hellénique depuis le 27 juin 2023, sous la XXe législature du Parlement.
Il est dirigé par le conservateur Kyriákos Mitsotákis, vainqueur à la majorité absolue des élections législatives. Il succède au gouvernement de l'indépendant Ioánnis Sarmás.

## Historique
Dirigé par l'ancien Premier ministre conservateur Kyriákos Mitsotákis, ce gouvernement est constitué et soutenu par la Nouvelle Démocratie (ND). Seule, elle dispose de 158 députés sur 300, soit 52,7 % des sièges du Parlement.
Il est formé à la suite des élections législatives anticipées du 25 juin 2023.
Il succède donc au gouvernement transitoire de l'indépendant Ioánnis Sarmás, formé à la suite du refus successif des trois partis arrivés en tête des élections législatives du mois de mai précédent.

### Formation
Au cours du scrutin, la Nouvelle Démocratie remporte une nette victoire. Avec plus de 40 % des voix, il remporte la prime majoritaire de 50 sièges, qui lui assure la majorité absolue au Parlement avec 158 députés. Le principal parti d'opposition, SYRIZA, obtient 48 parlementaires, tandis que l'extrême droite totalise 34 élus.
Dès le lendemain, Kyriákos Mitsotákis est nommé Premier ministre. Il prête serment au palais présidentiel d'Athènes, devant la présidente de la République, Ekateríni Sakellaropoúlou, et l'archevêque Hiéronyme II d'Athènes. Il se rend ensuite au palais Maxímou pour assurer la passation de pouvoirs avec Ioánnis Sarmás,.
La composition du nouveau gouvernement est annoncée dès le lendemain par son porte-parole. Il se compose de 23 ministres, dont 16 sont issus du premier cabinet Mitsotákis, mais seule la ministre de la Culture, Lína Mendóni, est reconduite dans son ancien poste. Quatre femmes occupent un poste de ministre de plein exercice.
La prestation de serment des ministres a lieu le 27 juin, au palais présidentiel, lors d'une cérémonie présidée par la cheffe de l'État. Le 8 juillet, le Parlement accorde sa confiance au gouvernement par 158 voix pour et 142 voix contre, seule la Nouvelle Démocratie apportant son soutien au nouvel exécutif.

### Évolution
Le 3 janvier 2024, Kyriákos Mitsotákis engage un mini-remaniement qui concerne trois ministères. Le ministre de la Santé Michális Chryssohoïdis retrouve le poste de ministre de la Protection du citoyen, qu'il a occupé à plusieurs reprises depuis deux décennies, et cède son portefeuille au ministre du Travail Spyrídon-Ádonis Georgiádis. Les principaux ministres sont pour leur part confirmés, afin d'envoyer un sigla de continuité en terme de politique économique et étrangère.
À la suite des élections européennes du 9 juin 2024, remportées par la Nouvelle Démocratie avec un résultat double de celui de SYRIZA mais en baisse de cinq points par rapport à 2019, Kyriákos Mitsotákis procède le 14 juin à un remaniement ministériel. Il remplace ainsi les ministres du Développement, du Travail, de l'Intérieur, de l'Agriculture, et des Migrations, dans un contexte de préoccupation des Grecs pour le coût de la vie, bien que l'inflation soit en baisse.
Kyriákos Mitsotákis opère un nouveau remaniement le 15 mars 2025, quelques semaines après d'importantes manifestations marquant les deux ans de l'accident ferroviaire de Larissa. À cette occasion, le ministre des Finances Kostís Hadjidákis devient vice-Premier ministre et cède son portefeuille au ministre de l'Éducation Kyriákos Pierrakákis, tandis que le ministre des Transports Chrístos Staïkoúras est remercié. Les ministères de l'Immigration, de la Cohésion sociale et de la Marine sont également concernés.

## Composition

### Initiale (27 juin 2023)
- Par rapport au gouvernement Kyriákos Mitsotákis I, les nouveaux ministres sont indiqués en gras, ceux ayant changé d'attributions le sont en italique.

| Poste                                                      | Titulaire | Titulaire                                                               | Parti |
| ---------------------------------------------------------- | --------- | ----------------------------------------------------------------------- | ----- |
| Premier ministre                                           |           | Kyriákos Mitsotákis                                                     | ND    |
| Ministre de l'Économie nationale et des Finances           |           | Kostís Hadjidákis                                                       | ND    |
| Ministre des Affaires étrangères                           |           | Giórgos Gerapetrítis                                                    | ND    |
| Ministre de la Défense nationale                           |           | Níkos Déndias                                                           | ND    |
| Ministre de l'Intérieur                                    |           | Níki Keraméos                                                           | ND    |
| Ministre de l'Éducation, des Religions et des Sports       |           | Kyriákos Pierrakákis                                                    | ND    |
| Ministre de la Santé                                       |           | Michális Chryssohoïdis (jusqu'au 04/01/2024) Spyrídon-Ádonis Georgiádis | ND    |
| Ministre des Infrastructures et des Transports             |           | Chrístos Staïkoúras                                                     | ND    |
| Ministre de l'Environnement et de l'Énergie                |           | Théodoros Skilakákis                                                    | ND    |
| Ministre du Développement                                  |           | Kóstas Skrékas                                                          | ND    |
| Ministre du Travail et de la Sécurité sociale              |           | Spyrídon-Ádonis Georgiádis (jusqu'au 04/01/2024) Dómna Michailídou      | ND    |
| Ministre de la Protection du citoyen                       |           | Panagiótis Mitarákis (jusqu'au 04/01/2024) Michális Chryssohoïdis       | ND    |
| Ministre de la Justice                                     |           | Giórgos Florídis                                                        | Ind.  |
| Ministre de la Culture                                     |           | Lína Mendóni                                                            | Ind.  |
| Ministre de l'Immigration et de l'Asile                    |           | Dimítris Kairídes                                                       | ND    |
| Ministre de la Cohésion sociale et de la Famille           |           | Sofía Zaharáki                                                          | ND    |
| Ministre du Développement rural et de l'Alimentation       |           | Elefthérios Avyenákis                                                   | ND    |
| Ministre de la Marine et de la Politique insulaire         |           | Ólga Kefaloyánni                                                        | ND    |
| Ministre du Tourisme                                       |           | Miltiádis Varvitsiótis                                                  | ND    |
| Ministre de la Gouvernance numérique                       |           | Dimítris Papastergíou                                                   | Ind.  |
| Ministre de la Crise climatique et de la Protection civile |           | Vassílios Kikílias                                                      | ND    |
| Ministre d'État                                            |           | Mavroudís Vorídis                                                       | ND    |
| Ministre d'État                                            |           | Stavros Papastavrou                                                     | ND    |
| Ministre d'État                                            |           | Ákis Skértsos                                                           | ND    |

### Remaniement du 14 juin 2024
- Par rapport à la composition précédente, les nouveaux ministres sont indiqués en gras, ceux ayant changé d'attributions le sont en italique.

| Poste                                                      | Titulaire | Titulaire                  | Parti |
| ---------------------------------------------------------- | --------- | -------------------------- | ----- |
| Premier ministre                                           |           | Kyriákos Mitsotákis        | ND    |
| Ministre de l'Économie nationale et des Finances           |           | Kostís Hadjidákis          | ND    |
| Ministre des Affaires étrangères                           |           | Giórgos Gerapetrítis       | ND    |
| Ministre de la Défense nationale                           |           | Níkos Déndias              | ND    |
| Ministre de l'Intérieur                                    |           | Theódoros Livánios         | ND    |
| Ministre de l'Éducation, des Religions et des Sports       |           | Kyriákos Pierrakákis       | ND    |
| Ministre de la Santé                                       |           | Spyrídon-Ádonis Georgiádis | ND    |
| Ministre des Infrastructures et des Transports             |           | Chrístos Staïkoúras        | ND    |
| Ministre de l'Environnement et de l'Énergie                |           | Théodoros Skilakákis       | ND    |
| Ministre du Développement                                  |           | Tákis Theodorikákos        | ND    |
| Ministre du Travail et de la Sécurité sociale              |           | Níki Keraméos              | ND    |
| Ministre de la Protection du citoyen                       |           | Michális Chryssohoïdis     | ND    |
| Ministre de la Justice                                     |           | Giórgos Florídis           | Ind.  |
| Ministre de la Culture                                     |           | Lína Mendóni               | Ind.  |
| Ministre de l'Immigration et de l'Asile                    |           | Nikólaos Panayotópoulos    | ND    |
| Ministre de la Cohésion sociale et de la Famille           |           | Sofía Zaharáki             | ND    |
| Ministre du Développement rural et de l'Alimentation       |           | Konstantínos Tsiáras       | ND    |
| Ministre de la Marine et de la Politique insulaire         |           | Ólga Kefaloyánni           | ND    |
| Ministre du Tourisme                                       |           | Miltiádis Varvitsiótis     | ND    |
| Ministre de la Gouvernance numérique                       |           | Dimítris Papastergíou      | Ind.  |
| Ministre de la Crise climatique et de la Protection civile |           | Vassílios Kikílias         | ND    |
| Ministre d'État                                            |           | Mavroudís Vorídis          | ND    |
| Ministre d'État                                            |           | Stavros Papastavrou        | ND    |
| Ministre d'État                                            |           | Ákis Skértsos              | ND    |

### Remaniement du 15 mars 2025
- Par rapport à la composition précédente, les nouveaux ministres sont indiqués en gras, ceux ayant changé d'attributions le sont en italique.

| Poste                                                      | Titulaire | Titulaire                  | Parti |
| ---------------------------------------------------------- | --------- | -------------------------- | ----- |
| Premier ministre                                           |           | Kyriákos Mitsotákis        | ND    |
| Vice-Premier ministre                                      |           | Kostís Hadjidákis          | ND    |
| Ministre de l'Économie nationale et des Finances           |           | Kyriákos Pierrakákis       | ND    |
| Ministre des Affaires étrangères                           |           | Giórgos Gerapetrítis       | ND    |
| Ministre de la Défense nationale                           |           | Níkos Déndias              | ND    |
| Ministre de l'Intérieur                                    |           | Theódoros Livánios         | ND    |
| Ministre de l'Éducation, des Religions et des Sports       |           | Sofía Zaharáki             | ND    |
| Ministre de la Santé                                       |           | Spyrídon-Ádonis Georgiádis | ND    |
| Ministre des Infrastructures et des Transports             |           | Chrístos Dímas             | ND    |
| Ministre de l'Environnement et de l'Énergie                |           | Stavros Papastavrou        | ND    |
| Ministre du Développement                                  |           | Tákis Theodorikákos        | ND    |
| Ministre du Travail et de la Sécurité sociale              |           | Níki Keraméos              | ND    |
| Ministre de la Protection du citoyen                       |           | Michális Chryssohoïdis     | ND    |
| Ministre de la Justice                                     |           | Giórgos Florídis           | Ind.  |
| Ministre de la Culture                                     |           | Lína Mendóni               | Ind.  |
| Ministre de l'Immigration et de l'Asile                    |           | Mavroudís Vorídis          | ND    |
| Ministre de la Cohésion sociale et de la Famille           |           | Dómna Michailídou          | ND    |
| Ministre du Développement rural et de l'Alimentation       |           | Konstantínos Tsiáras       | ND    |
| Ministre de la Marine et de la Politique insulaire         |           | Vassílios Kikílias         | ND    |
| Ministre du Tourisme                                       |           | Miltiádis Varvitsiótis     | ND    |
| Ministre de la Gouvernance numérique                       |           | Dimítris Papastergíou      | Ind.  |
| Ministre de la Crise climatique et de la Protection civile |           | Ioánnis Kefaloyánnis       | ND    |
| Ministre d'État                                            |           | Ákis Skértsos              | ND    |